# Wichita State University

Logo

Die Wichita State University ist eine staatliche Universität in Wichita im US-Bundesstaat Kansas. Im Jahr 2006 sind etwa 14.000 Studenten eingeschrieben.

## Geschichte

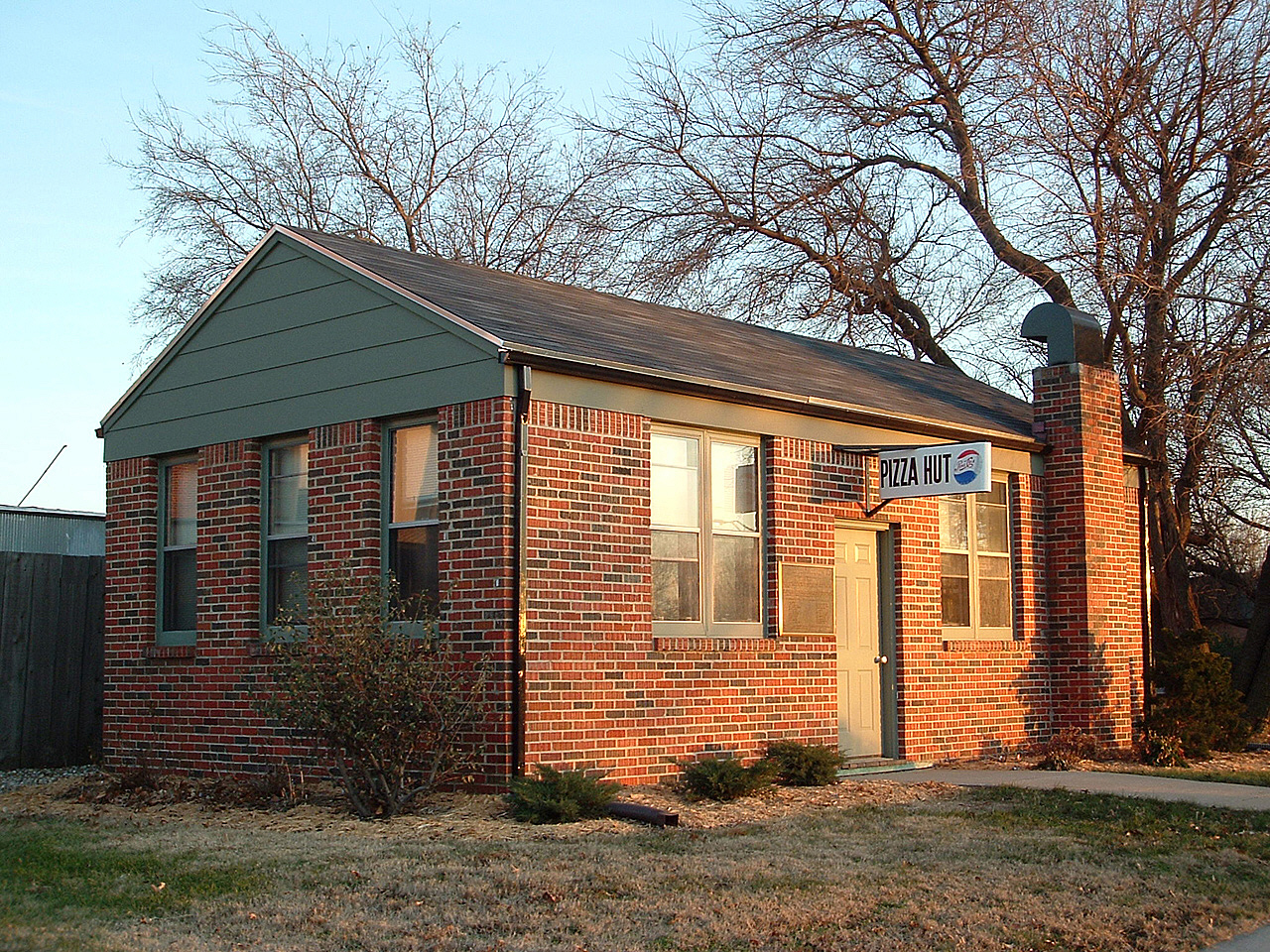
Erster Pizza Hut

Die Hochschule wurde 1886 als privates Fairmont College gegründet. Die ersten Studenten wurden 1895 immatrikuliert, was auch das offizielle Gründungsjahr der Universität ist. 1926 wurde sie verstaatlicht und wurde in Municipal University of Wichita umbenannt. Ihren heutigen Namen erhielt sie 1964.

## Studienangebot
Das Studienangebot umfasst unter anderem
- Geistes- und Naturwissenschaften
- Gesundheitsberufe
- Ingenieurwissenschaften
- Pädagogik
- Schöne Künste
- Wirtschaftswissenschaften (Barton School)

## Sport
Die Sportteams der Wichita State University sind die Shockers. Die Hochschule ist Mitglied in der American Athletic Conference. Es gibt allerdings kein Football-Team. Die Schule stellte ihr Footballprogramm nach der Saison 1986 aufgrund schlechter Besucherzahlen, finanzieller Verluste, Verstößen gegen die NCAA-Rekrutierung und des baufälligen Zustands des Cessna-Stadions ein. Das Footballprogramm hatte sich nie vollständig erholt, nachdem es 1970 bei einem Flugzeugabsturz 16 Starter, seinen Sportdirektor, seinen Cheftrainer und viele andere, die für das WSU-Programm entscheidend waren, verloren hatten.

## Persönlichkeiten
- Antoine Carr – Basketballspieler
- Jerry Hahn – Fusiongitarrist
- Xavier McDaniel – Basketballspieler
- Samuel Ramey – Opernsänger
- Dennis Rader – Serienmörder (BTK Killer)
- Landry Shamet – Basketballspieler
- Barbara Uehling – Psychologin, Hochschullehrerin und Universitätspräsidentin
- Fred VanVleet – Basketballspieler
- Nick Wiggins – kanadischer Basketballspieler
- Paul Wight, alias Big Show – Wrestler